# Iklad
Iklad je vas na Madžarskem, ki upravno spada pod podregijo Aszódi Županije Pešta.